# Renzo Tjon-A-Joe
Renzo Jair Tjon A Joe, född 8 juli 1995, är en surinamesisk-nederländsk simmare.
Tjon-A-Joe tävlade för Surinam vid olympiska sommarspelen 2016 i Rio de Janeiro, där han blev utslagen i försöksheatet på 50 meter frisim. Vid olympiska sommarspelen 2020 i Tokyo slutade Tjon-A-Joe på 36:e plats på 50 meter frisim.